# أليسيدس غيغيا
ألسيديس أدغاردو غيغيا (بالإسبانية: Alcides Edgardo Ghiggia)، من (مواليد 22 ديسمبر 1926 - 16 يونيو 2015)، وهو لاعب كرة قدم أوروغوياني.
و قد كان يلعب كمهاجم في منتخب أورغواي لكرة القدم، وقد سجل أربعة أهداف في أربعة مباريات في بطولة كأس العالم لكرة القدم 1950، ولكن بالرغم من العدد الجيد في الأهداف التي سجلها في كأس العالم إلا أنه سجل 12 هدف دولي فقط مع منتخب أوروغواي لكرة القدم في الفترة ما بين 1950 و1952.
و في الفترة ما بين 1957 و1959 لعب خمسة مباريات لمنتخب إيطاليا لكرة القدم، وسجل فيهم هدف واحد.
و قد كان غيغيا أكبر شخص في احتفالية افتتاح كأس العالم لكرة القدم 2006 في ميونخ 9 يونيو 2006.

## المسيرة الاحترافية

### أندية لعب لها
- بنيارول
- نادي روما
- إيه سي ميلان
- نادي دانوبيو

## روابط خارجية
- أليسيدس غيغيا على موقع الاتحاد الدولي (مؤرشف)  (الإنجليزية)
- أليسيدس غيغيا على موقع قاعدة بيانات كرة القدم.إي يو (الإنجليزية)
- أليسيدس غيغيا على موقع ناشيونال فوتبول تيمز (الإنجليزية)
- أليسيدس غيغيا على موقع عالم كرة القدم.نت (الإنجليزية)